# Idaea fruticeti
Idaea fruticeti là một loài bướm đêm trong họ Geometridae.